# Lee-Enfield
Die Repetierbüchse Lee-Enfield ist ein britisches Ordonnanzgewehr, das in verschiedenen Versionen seit über 100 Jahren von Armeen und Polizeibehörden geführt wird. Namensgebend waren der Konstrukteur James Paris Lee und der Londoner Stadtteil Enfield, Sitz des Herstellers Royal Small Arms Factory.

## Geschichte im 19. Jahrhundert
Der Vorgänger des Lee-Enfield Gewehres war ein von James Paris Lee 1879 patentiertes Repetiergewehr, dessen Zylinderverschluss, Abzugmechanismus und Kastenmagazin im Konzept bereits den später von den Engländern eingesetzten Waffen entsprachen. Da Lee seine Erfindung zur Serienreife entwickeln lassen wollte und die Sharps Rifle Manufacturing Company an der Herstellung von Repetiergewehren interessiert war, wurde 1876 vereinbart, dass die Waffe bei Sharps zur Produktionsreife gebracht und von der dort neu ansässigen Lee Arms Company Bridgeport hergestellt werden solle. Da Hugo Borchardt, leitender Ingenieur bei Sharps, die Firma im September 1878 verließ, wurde die Fertigstellung der ersten Gewehre im Kaliber .45-70 Government so verzögert, dass geplante Tests bei der US-Armee hinfällig wurden. Insgesamt wurden von der Lee Arms Company etwa 300 Gewehre produziert.
Nach der Schließung der Sharps-Werke wurde die Produktion der Lee-Militärrepetierer mit Erfolg von Remington Arms übernommen, die zwischen 1880 und 1907 über 100.000 dieser Waffen herstellte.
Das erste in Großbritannien hergestellte Lee-Gewehr war das Lee Metford Rifle Mark I, das einen von William Ellis Metford entwickelten Lauf mit sieben Zügen hatte. Es verschoss eine mit Schwarzpulver geladene Randpatrone im Kaliber .303. Das Magazin fasste acht Schuss. Diese 1888 in der britischen Armee eingeführte Waffe ersetzte das einschüssige Martini-Henry-Gewehr. 1892 kam eine Variante des Lee-Metford, das verbesserte Mark I*, dazu und im gleichen Jahr folgte das Mark II mit einem 10-Schuss-Magazin, gleichzeitig wurde eine Patrone mit rauchschwachem Korditpulver eingeführt. Die letzten Waffen mit dem Metford-Lauf waren der 1894 eingeführte Karabiner und das Modell Mark II* von 1895 mit zusätzlicher Sicherung. 1895 wurde auch das Rifle, Magazine, Lee Enfield Mark I eingeführt, bei dem der Lauf zur Anpassung an die neue Munition mit tieferen Zügen versehen war. Dieses wurde dann 1902 durch das Short Magazine, Lee Enfield Rifle, kurz SMLE Rifle abgelöst.

## Das SMLE Rifle im 20. und 21. Jahrhundert

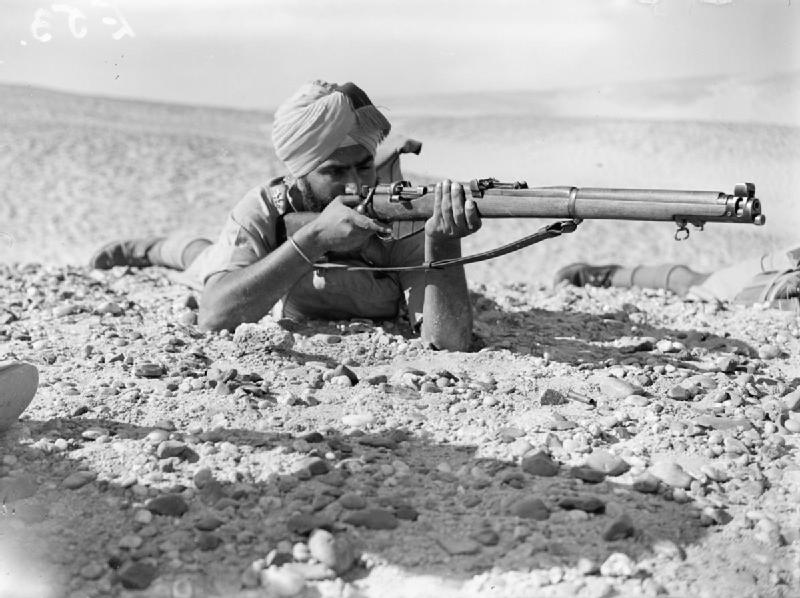
Soldat der Britisch-Indischen Armee mit einem Lee-Enfield Mk III in Ägypten (1940)

Das Enfield Mark I erschien 1902/03. Im Laufe der Jahre wurde das Gewehr mehrfach überarbeitet und angepasst. Eine Übersicht der verschiedenen Versionen findet sich unter Royal Small Arms Factory.
Lee-Enfields wurden auch als Scharfschützengewehre verwendet. Da die ersten Versionen noch von oben mit Ladestreifen geladen wurden, wurden die Zielfernrohre seitlich befestigt. Bei späteren Versionen im Kaliber 7,62 × 51 mm NATO war das Zielfernrohr über dem Lauf angebracht, wodurch die Patronen einzeln geladen werden mussten.
Weiterhin gab es Versionen im Kaliber .22 lfB, die als Ausbildungswaffen für das britische Heer eingesetzt wurden. Diese heute äußerst seltene Version wurde als Einzellader geschossen, die leeren Hülsen fielen beim Öffnen des Verschlusses in das noch vorhandene, aber leere Magazin.
Das .303 caliber, Rifle, Short, Magazine, Lee-Enfield, Mark I & III kurz SMLE genannt, gilt als robustes Militärgewehr. Durch den Schlossgang ist es möglich etliche Schuss in der Minute abzugeben. Das Training der britischen Soldaten legte Wert auf eine schnelle Schussfolge und auf das genaue Schießen, da die Briten zunächst wenige Maschinengewehre einsetzten. Die schnelle Schussfolge war durch die für ein Repetiergewehr damaliger Zeit hohe Magazinkapazität von zehn Patronen begünstigt. Es gab aber anfangs auch Versionen, bei denen der Magazinschacht gesperrt werden konnte, so dass jede Patrone einzeln geladen werden musste.
Auch im Sowjetisch-Afghanischen Krieg waren viele ältere Lee-Enfields im Einsatz. Die USA hatten ca. 200.000 Stück aus britischen Beständen übernommen und sie als Waffenhilfe an die Mudschahidin weitergegeben. Diese fanden Jahrzehnte später auch im Krieg ab 2001 Verwendung.
„Das Lee Enfield hat das Ende seines langen Lebens noch nicht erreicht“ resümierte der Buchverlag Osprey Publishing im Hinblick auf die Verwendung des Gewehrs durch Mudschāhidūn in Afghanistan.
In einigen Commonwealth-Staaten, besonders Kanada und Indien, wird die Waffe noch immer bei Polizei- oder Reserve-Einheiten eingesetzt.
Die Canadian Rangers waren bis vor wenigen Jahren mit der Waffe ausgestattet. Ab 2015 wurde sie durch von Colt Canada hergestellte C-19-Gewehre, einem Lizenzprodukt auf Basis des finnischen Tikka-T3-Gewehrs abgelöst.

Weiterhin wird die Waffe heute noch gerne als Jagd- und Sportwaffe benutzt. 

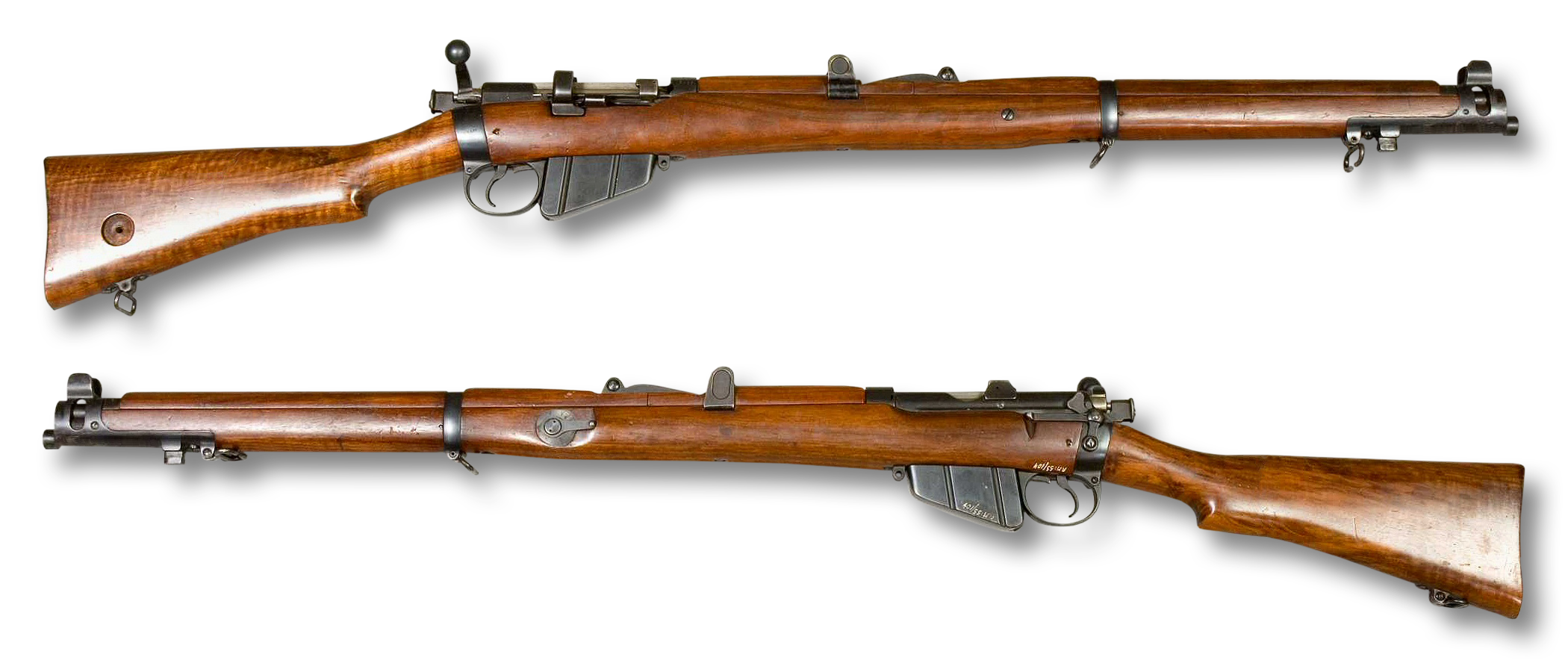
Lee-Enfield SMLE Mk III (No 1 Mk 3). Kaliber .303 British.
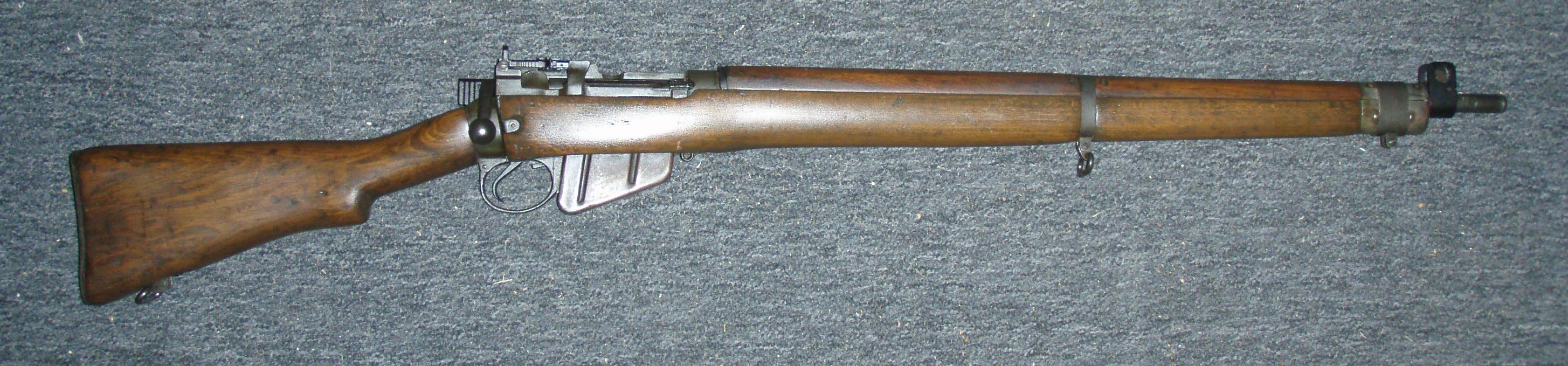
Lee-Enfield No. 4 Mk. I
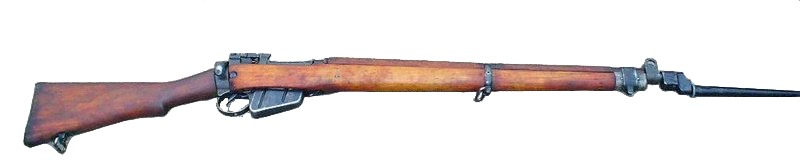
Lee-Enfield No.4 Mk.1 rifle von 1944